# Kraftway
Kraftway (АО «Крафтвэй корпорэйшн ПЛС») — российская компания - крупнейший производитель компьютерного оборудования широкого спектра для бизнеса и дома, а также системный интегратор. Работает на рынке с 1993 г. Выпускаемая продукция включает персональные компьютеры, рабочие станции, терминальные системы, серверы, системы хранения данных, активные контрольно-кассовые машины, мониторы, компьютерную периферию. Сервисная сеть Kraftway, включает более 260 сервисных центров обслуживающая информационные системы в разных регионах Российской Федерации .
В 2016 году Kraftway и Kaspersky создали первый в России полностью доверенный телекоммуникационный комплекс - сетевой маршрутизатор, обеспечивающий полную конфиденциальность трафика .
В 2019 году компания представила собственный твердотельный накопитель информации (SSD) и сообщила о локализации производства микросхем для него в России .
В апреле 2020 года компания «Крафтвэй» вместе с другими российскими компаниями-разработчиками и производителями вычислительной техники при поддержке Министерства промышленности и торговли РФ создали АНО «Консорциум «Вычислительная техника» (АНО «ВТ»). Деятельность данной организации направлена на развитие отрасли и создание конкурентоспособных Российских продуктов в сфере высоких технологий на глобальном уровне, увеличение доли рынка отечественных разработчиков и развитие радиоэлектронной промышленности. Также в 2020 году Kraftway получил статус системообразующей компании по отраслевому списку Минпромторга России в категории «радиоэлектронная промышленность».
25 декабря 2023 года государственная корпорация Росатом завершила приобретение 50% компании. Стоимость сделки может составлять 3,5–5 миллиардов рублей.
Из-за вторжения России на Украину компания находится под санкциями США, Украины и Японии.

## Производственные площадки
- Опытное предприятие в Москве
- Производственно-логистический комплекс площадью 6000 кв. м.- завод электронного оборудования в Обнинске (420 работников), открыт 6 июня 2007 и автоматизированный складской терминал площадью 12 тыс. кв. м. для хранения комплектующих и готовой продукции[13].

## Участие в крупных общероссийских мероприятиях

### Подготовка к выборам 2012 года
«Крафтвэй» принимал участие в технической подготовке к выборам президента РФ в 2012 году - поставил 25 тысяч программно-аппаратных комплексов для организации систем видеонаблюдения на избирательных участках по заказу РосТелеком и обеспечивал гарантийное обслуживание.

### Перепись населения 2020 года
«Крафтвэй» поставлял информационные системы для обеспечения переписи населения 2020 года .

## Критика
Компания неоднократно оказывалась в центре внимания общественности и органов власти из-за обвинений в недобросовестной и противоправной деятельности, связанной с исполнением госзаказа и участия в тендерах по поставке оборудования и программного обеспечения в госорганы.

## Санкции
8 декабря 2022 года, на фоне вторжения России на Украину, Бюро промышленности и безопасности Минторга США внесло Kraftway в торговый санкционный список за участие компании в российской военной и оборонно-промышленной деятельности
14 сентября 2023 года, в ответ на российское нападение на Украину, компания Kraftway включена в блокирующий санкционный список США против технологического сектора экономики России
По аналогичным основаниям компания находится в санкционном списке Украины и Японии